# Olaikirche

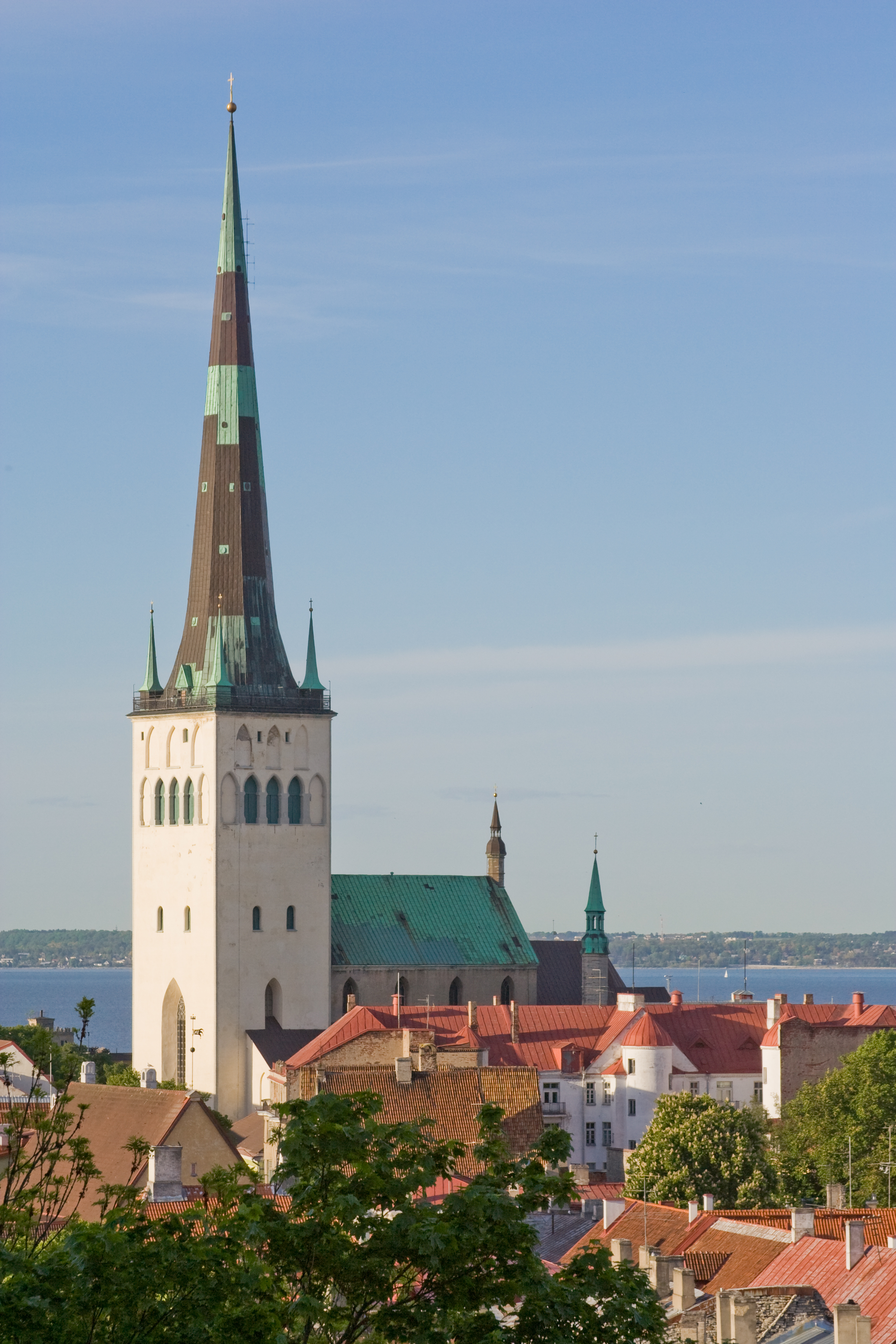
Blick auf die Olaikirche

Die Olaikirche (estnisch Oleviste kirik) in Tallinn, Estland, ist eine Kirche im Norden der Altstadt. Benannt ist sie nach dem heiliggesprochenen norwegischen König Olav II. Haraldsson, der als ein Schutzpatron der Seefahrer betrachtet wird.

## Geschichte

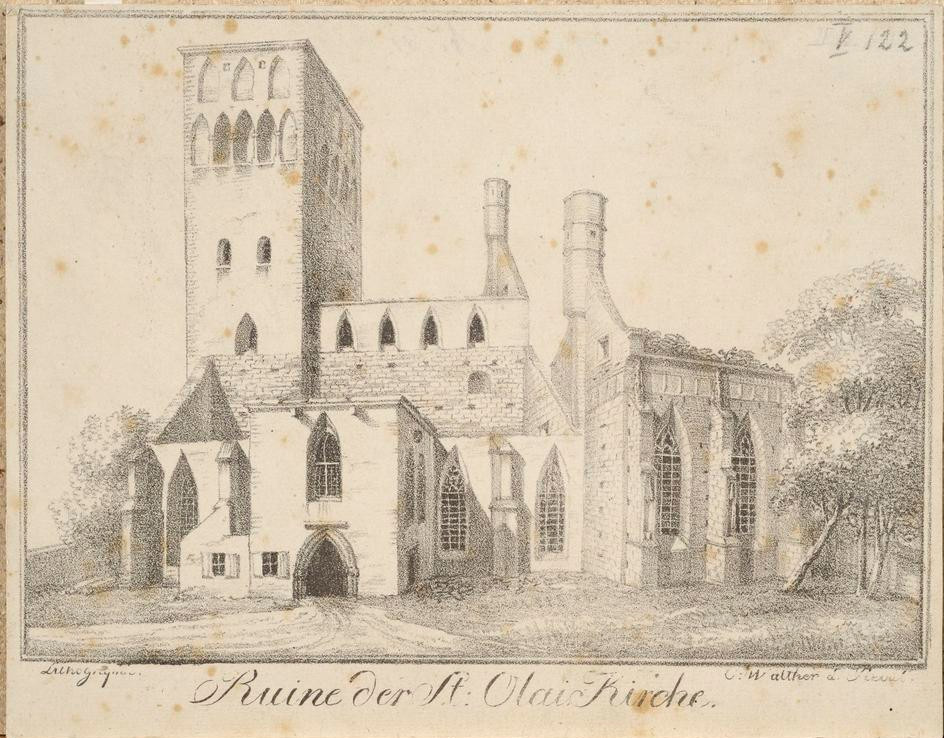
Ruine der Olaikirche 1825 in einer Zeichnung von Carl Siegmund Walter (1783–1866)

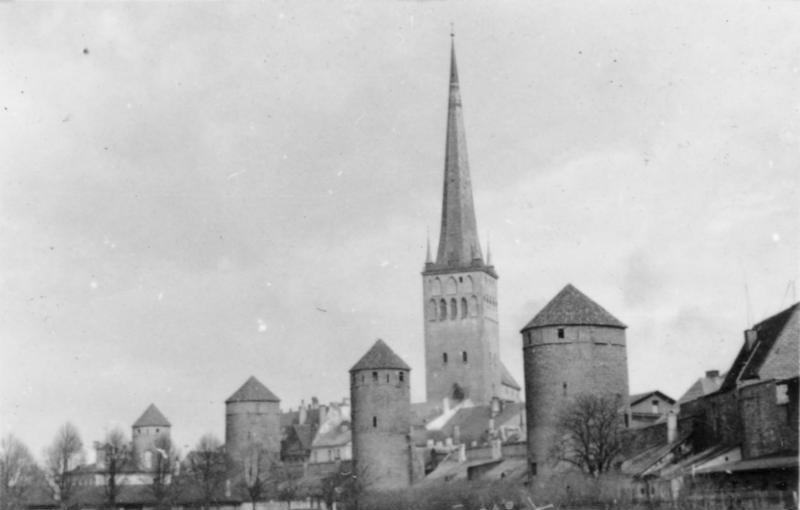
Die Olaikirche 1943

Die älteste Erwähnung der Kirche ist datiert auf 1267. Damals überließ die dänische Königin Margarete dem Zisterzienserinnenkloster St. Michael zu Reval das Pfarrrecht an der Olaikirche. Über die frühen Jahre dieser gotischen Kirche ist nur wenig bekannt, aber es wird davon ausgegangen, dass an gleicher Stelle schon vor dem 12. Jahrhundert eine Kirche gestanden hat. Baunachrichten des 14. und 15. Jahrhunderts zeugen vom Ausbau der Kirche, 1364 wird der Turm erwähnt. 1625 legte ein Brand sie in Schutt und Asche. Der Wiederaufbau schloss 1649–1651 mit dem Turmbau ab, der unter der Leitung von Hans Kohseler aus Kulmbach aufgeführt wurde. Nach seiner Angabe erreichte der Turm eine Höhe von 444 Fuß, nach dem rheinischen Fußmaß sind dies umgerechnet 139 m. Im Zuge dieser Baumaßnahmen entstanden wohl die vier charakteristischen Ecktürmchen, die erstmals 1663 abgebildet sind. Nach einem erneuten Turmbrand 1820 erfolgte der Wiederaufbau mit Förderung des Zaren bis 1834. Der Turm erreichte nunmehr 138,68 m.
Die von verschiedenen Stellen aufgestellte Behauptung, die Kirche sei zwischen 1549 und 1625 mit einem angeblich 159 Meter hohen Turm das höchste Gebäude der Welt gewesen, beruht auf einem Irrtum. Tatsächlich lag die Höhe des 1549 erbauten Kirchturms nach neuen Schätzungen bei 115 bis 125 Meter, also ähnlich wie der heutige Turm. Damit war der Kirchturm immer noch hoch genug, um als Signal für die Seefahrt zu dienen. Somit war die Hansestadt schon von weitem auf See zu erkennen. Allerdings brachte ein hoher Turm auch Risiken mit sich, mindestens acht Mal schlug ein Blitz in den Kirchturm ein und drei Mal brannte die Kirche komplett nieder. Die Flammen waren selbst auf der anderen Seite des Finnischen Meerbusens in Finnland zu sehen.
Heinrich Stiehl war von 1880 bis zu seinem Tod 1886 Organist an der Olaikirche und führte hier 1883 zum ersten Mal im Baltikum Johann Sebastian Bachs Matthäuspassion auf.
Die Kirche wird heute von der estnischen baptistischen Kirche genutzt. 
Am 10. September 2005 empfing in dieser Kirche Philippe Jean-Charles Jourdan als Apostolischer Administrator der römisch-katholischen Kirche in Estland die Bischofsweihe.

## Ausstattung

### Altarbild
Das Altarbild zeigt Christus am Kreuz vor dem verdunkelten Himmel sowie sechs Gestalten der Passionsgeschichte, die um ihn trauern. Es wurde 1831–1833 vom deutsch-baltischen Künstler Wilhelm von Kügelgen im Nazarenerstil gemalt.

### Orgel

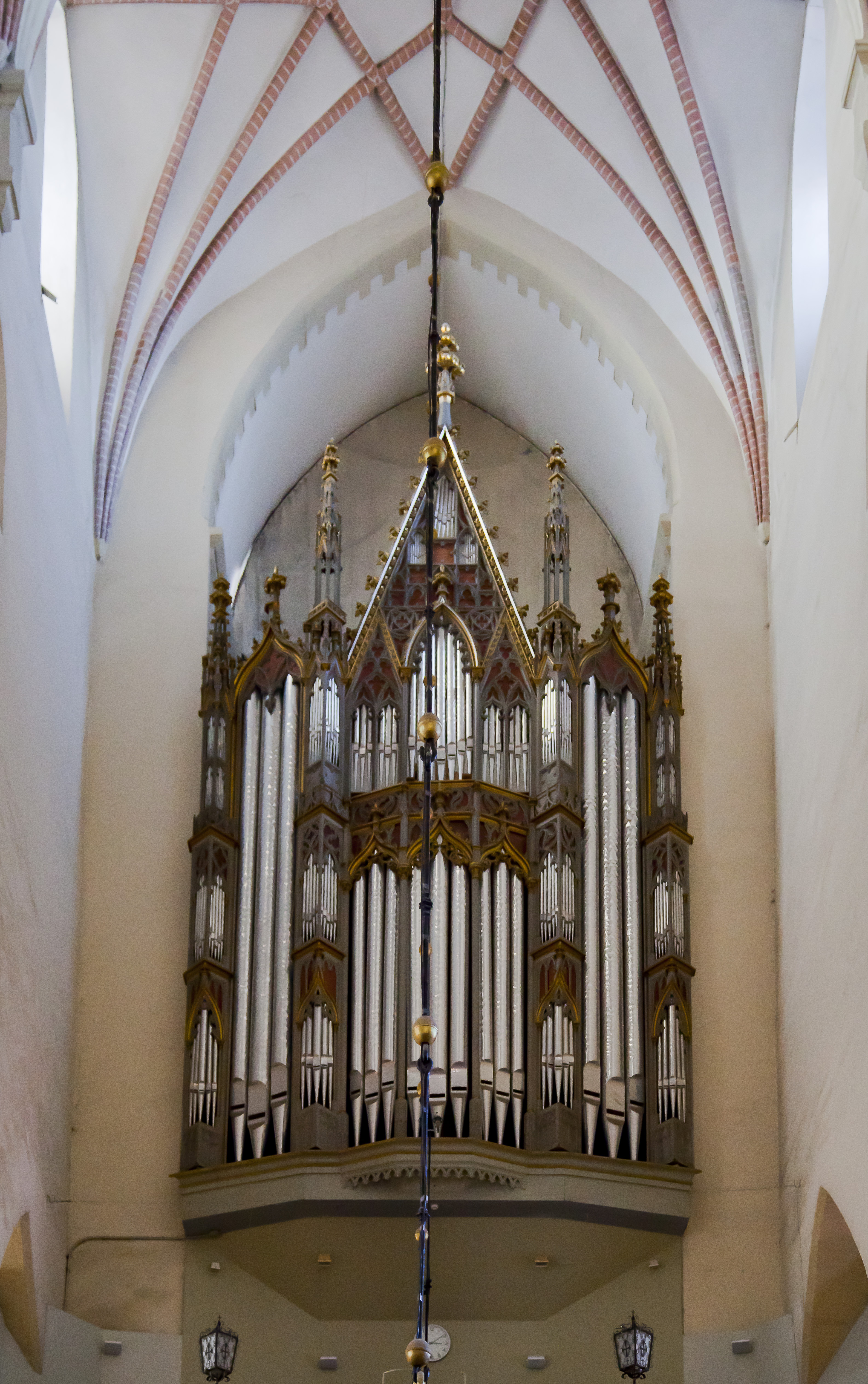
Blick auf den Orgelprospekt

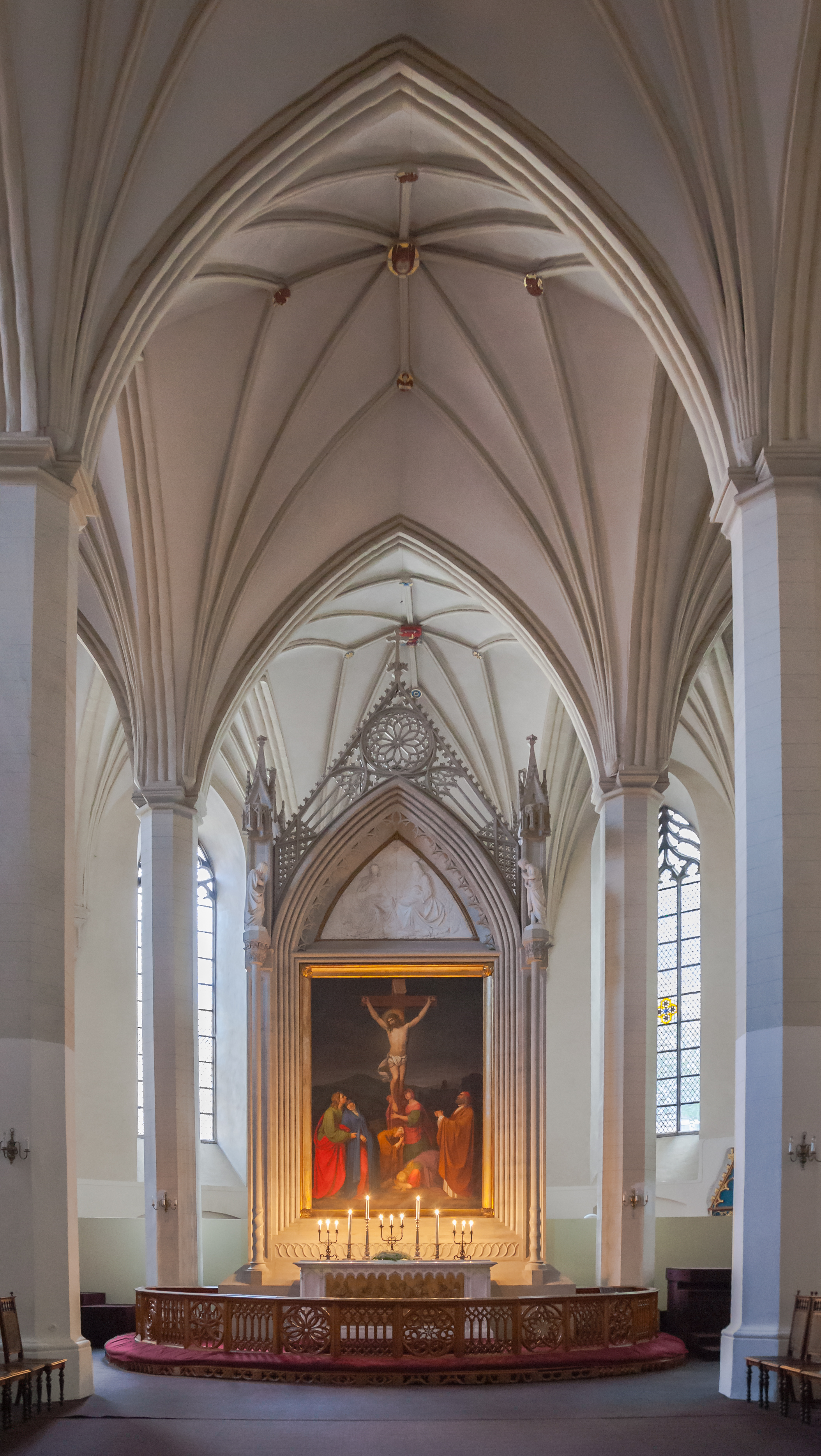
Der Altar der Olaikirche

Innenraum der Olaikirche

Die Orgel wurde 1840 bis 1842 von Friedrich Hermann Lütkemüller gebaut und mit Johann Eberhard Walcker und drei weiteren Gehilfen von der Orgelbaufirma Walcker aufgestellt. Aus Lütkemüllers Autobiografie von 1869: 
- „Bei Erbauung der beiden großen Werke für St. Petersburg 1838–1840 und für Reval 1840–1842 schritt meine Ausbildung mehr und mehr vor, so dass während einer achtmonatigen Abwesenheit Walckers mir die Leitung ganz selbstständig anvertraut werden konnte. Intonation und Abstimmung der Revaler Orgel war schon mein Werk. Zu Aufstellung der Orgel für die St.-Olai-Kirche zu Reval ging ich mit anderen drei Gehilfen neben Herrn Walcker mit nach Reval.“
- „Die Orgel in der Olaikirche und ein achtfüßiges Werk auf dem Lande wurden in vier Monaten aufgestellt. Außerdem intonierte ich noch eine andere Orgel in Reval, die von einem einheimischen Orgelbauer Tanton repariert war und zu welchem Werke wir verschiedene neue Register mitgebracht hatten und welcher mir ganz gestattete, die ganze Stimmung auszuführen, weil ich es sicherer und besser konnte als er …“[4]

1914 erfolgte ein Umbau. Das Instrument hat 76 Register auf drei Manualen und Pedal. Die Trakturen sind pneumatisch.
| I Hauptwerk C–gf |         |
| Principal        | 16′     |
| Bourdon          | 16′     |
| Principal        | 08′     |
| Gedackt          | 08′     |
| Floete           | 08′     |
| Rohrflöte        | 08′     |
| Flute harmonique | 08′     |
| Gemshorn         | 08′     |
| Gamba            | 08′     |
| Dulciana         | 08′     |
| Quinte           | 05 1⁄3′ |
| Oktave           | 04′     |
| Fugara           | 04′     |
| Gemshorn         | 04′     |
| Terz             | 03 1⁄5′ |
| Nasard           | 02 ⁄3′  |
| Oktave           | 02′     |
| Mixtur V         |         |
| Cornett I–V      |         |
| Tuba             | 16′     |
| Trompete         | 08′     |
| Clairon          | 04′     |

| II Oberwerk C–g3     |         |
| Bourdon              | 16′     |
| Geigenprincipal      | 08′     |
| Gedackt              | 08′     |
| Fugara               | 08′     |
| Flute harmonique     | 08′     |
| Salicional           | 08′     |
| Dolce                | 08′     |
| Quintflöte           | 05 1⁄3′ |
| Octave               | 04′     |
| Violine              | 04′     |
| Traversflöte         | 04′     |
| Quinte               | 02 ⁄3′  |
| Octave               | 02′     |
| Cornett-Mixtur III–V |         |
| Scharff III          |         |
| Klarinette           | 08′     |
| Horn                 | 08′     |

| III Schwellwerk C–g3  |     |
| Gedackt               | 16′ |
| Gamba                 | 16′ |
| Principal             | 08′ |
| Konzertflöte          | 08′ |
| Gedackt               | 08′ |
| Hohlpfeife            | 08′ |
| Quintatoen            | 08′ |
| Viola                 | 08′ |
| Voix celeste          | 08′ |
| Aeoline               | 08′ |
| Spitzflöte            | 04′ |
| Flute d’amour         | 04′ |
| Dolce                 | 04′ |
| Waldflöte             | 02′ |
| Harmonia aetheria III |     |
| Trompette harmonique  | 08′ |
| Oboe                  | 08′ |

| Pedal C–f1            |         |
| Principalbass         | 32′     |
| Untersatz             | 32′     |
| Oktavbass             | 16′     |
| Subbass               | 16′     |
| Gedecktbass (aus III) | 16′     |
| Gambenbass (aus III)  | 16′     |
| Violon                | 16′     |
| Quintbass             | 10 2⁄3′ |
| Oktavbass             | 08′     |
| Floetenbass           | 08′     |
| Cello                 | 08′     |
| Dulciana              | 08′     |
| Quinte                | 05 1⁄3′ |
| Principalbass         | 04′     |
| Flautobass            | 04′     |
| Waldflöte             | 02′     |
| Serpent               | 16′     |
| Posaune               | 16′     |
| Trompete              | 08′     |
| Clairon               | 04′     |

- Koppeln:
  - Normalkoppeln: II/I, III/I, III/II, I/P, II/P, III/P,
  - Superoktavkoppeln: II/I, II/II, III/I, III/II, III/III, II/P, III/P
  - Suboktavkoppeln: II/I, II/II, III/I, III/II, III/III, III/P